# 小叶白辛树
小叶白辛树（学名：Pterostyrax corymbosus）为安息香科白辛树属下的一个种。